# Stay (singolo Kim Tae-yeon)
Stay è un singolo della cantante sudcoreana Kim Tae-yeon, pubblicato il 30 giugno 2018.
Questo singolo è il suo debutto nel mercato giapponese.

## Tracce
1. Stay
2. I'm the Greatest